# 惡魔城 闇影主宰
《惡魔城：闇影主宰》是由水银蒸气開發並由科樂美發行的動作冒險遊戲，在PlayStation 3、Xbox 360及Windows平台上推出。歐美地區於2010年10月發售、日本於2010年12月發售。

## 游戏概要

### 登场人物
- 加百列·贝尔蒙特（ガブリエル・ベルモンド，Gabriel Belmont；日版CV：藤原啓治，英版CV：羅勃·卡萊爾）
- 玛丽·贝尔蒙特（マリー・ベルモンド，Marie Belmont；日版CV：井上喜久子，英版CV：娜塔莎·麦克艾霍恩）
- 佐贝克（ゾベック，Zobek；日版CV：麥人，英版CV：帕特里克·斯图尔特）
- 潘（パン，Pan；日版CV：大塚明夫，美版CV：亚历山大·米凯克）
- 克劳蒂娅（クローディア，Claudia；日版CV：小林優，美版CV：艾玛·弗格森）
- 康奈尔·斯塔贝鲁（コーネル・スタベル，Cornell ；日版CV：銀河萬丈，美版CV：理查德·雷丁斯）
- 大修道院院长 德雷恩（大修道院長ビンセント・ドーリン，The Abbot Dorin；日版CV：龍田直樹，美版CV：阿德里安·席勒）
- 萝拉（ローラ，Laura；日版CV：菊地由美，美版CV：格蕾丝·万斯）
- 芭芭·雅加（ババ・ヤーガ，Baba Yaga；日版CV：小林優，美版CV：夏娃·卡普夫）
- 卡米拉・克洛克维斯特（カーミラ・クロンクヴィスト，Carmilla；日版CV：桑島法子，美版CV：莎莉·奈维特）
- 亡灵法师（ネクロマンサー，Necromancer；日版CV：大塚芳忠）
- 卓博卡布拉（チュパカブラ，Chupacabra；日版CV：小岛秀夫）

## 游戏续作
惡魔城 闇影主宰-命運之鏡
惡魔城 闇影主宰II